# Batalla de Providencia
La Batalla de Providencia fue un hecho de armas ocurrido entre el 19 y el 20 de febrero de 1845 en el valle de San Fernando, California. En 1842, el gobierno mexicano escogió para el cargo de gobernador a Manuel Micheltorena, situación que convulsionó a los habitantes californios que el 21 de marzo de 1844 se levantaron en armas. Luego de librada la batalla en las cercanías de Los Ángeles en la que fue derrotado por Juan Bautista Alvarado y José Antonio Castro, Micheltorena decidió rendirse, nombrándose a Pío Pico como nuevo gobernador.